# Von der Groeben
von der Groeben är en uradlig tysk släkt från Magdeburg. Släkten förlänades 1786 grevetitel i Preussen. En gren av ätten är sedan 1920 bosatt i Sverige.
Den 31 december 2015 var 12 personer med efternamnet von der Groeben bosatta i Sverige.